# Classement FICP 1988
Navigation
Édition précédente Édition suivante
Le classement FICP 1988 est la classement établit par la Fédération internationale du cyclisme professionnel (FICP) pour désigner le meilleur cycliste sur route professionnel de la saison 1988. L'Irlandais Sean Kelly remporte le classement pour la cinquième fois de suite après ses précédentes victoires en 1984, 1985, 1986 et 1987. C'est aussi la dernière victoire de Sean Kelly dans cette compétition.

## Classement
| Classement | Coureur            | Points  |
| ---------- | ------------------ | ------- |
| 1          | Sean Kelly         | 1025,33 |
| 2          | Charly Mottet      | 714,65  |
| 3          | Steven Rooks       | 649,03  |
| 4          | Adrie van der Poel | 616,17  |
| 5          | Rolf Gölz          | 615,65  |